# 24994 Prettyman
24994 Prettyman este un asteroid din centura principală de asteroizi.

## Descriere
24994 Prettyman este un asteroid din centura principală de asteroizi. A fost descoperit pe 23 iunie 1998 la Stația Anderson Mesa în cadrul programului LONEOS. Asteroidul prezintă o orbită caracterizată de o semiaxă mare de 2,36 ua, o excentricitate de 0,11 și o înclinație de 6,5° în raport cu ecliptica.